# Портретная галерея декабристов
Портретная галерея декабристов — собрание акварелей Н. А. Бестужева с изображениями участников восстания 14 декабря 1825 г., сосланных в Нерчинские рудники и содержавшихся сначала в Читинском остроге, а затем в Петровском заводе.
С первых дней пребывания на каторге, Николай Александрович с братом М. А. Бестужевым задумались о необходимости «составить по возможности полные биографии всех наших товарищей и… приложить их к коллекции портретов», чтобы сохранить «для истории» их черты. Доктор искусствоведения, профессор А. Д. Чегодаев писал, что художник «много лет терпеливо и упорно выполнял эту взятую на себя подлинно историческую миссию: закрепить для будущих поколений физический и духовный облик прекрасных и благородных людей… в акварелях Николая Бестужева встаёт целая галерея замечательных, высоко интеллигентных, одухотворённых и чистосердечных человеческих образов».
Сохранившиеся около 150 портретов декабристов, написанных Н. А. Бестужевым в условиях сибирской каторги, представляют собой уникальное явление в истории русской живописи и имеют большое значение для иконографии декабризма.

## От замысла к осуществлению
Многие декабристы умели рисовать до ссылки и продолжили занятия живописью в Сибири. Сохранились рисунки Д. М. Андреевича, И. А. Анненкова, П. И. Борисова, Д. И. Завалишина, В. П. Ивашева, И. В. Киреева, М. С. Лунина, А. М. Муравьева, Н. П. Репина, П. И. Фаленберга, А. И. Якубовича. Но идея запечатлеть образы участников восстания 14 декабря 1825 г. в целой галерее их портретов принадлежала Н. А. Бестужеву.
Николай Бестужев с детских лет проникся интересом к изобразительному искусству: «Я с юности назначен был для живописи; учился; с пламенною душою искал разгадки для тайны искусства…» Начальное художественное образование Н. А. Бестужев получил дома. Уроки рисования ему давал преподаватель класса рисования и скульптуры Академии художеств Н. Н. Фоняев. Развитию дарования способствовало то, что отец, А. Ф. Бестужев, как правитель канцелярии Академии художеств, часто брал Николая в подчинённые ему мастерские, где мальчик вошёл в мир искусства, «который так явственно отразился на всей его жизни». И после окончания Морского корпуса Н. А. Бестужев «не оставлял по временам заниматься миниатюрною живописью… много рисовал портретов…» Известен его автопортрет в мундире капитан-лейтенанта 8-го флотского экипажа. Незадолго до восстания, 8 ноября 1825 г. Н. А. Бестужев был избран в Общество поощрения художников.
В условиях каторжного заточения Бестужеву, решившему делать портреты своих товарищей, пришлось, впервые использовать акварельные краски, которые оказались в распоряжении узников. Братья Борисовы сумели привезти в Нерчинские рудники два ящика с красками, кистями и другими принадлежностями, так как П. И. Борисов с молодости интересовался природой, прекрасно рисовал и получил разрешение на зарисовки в свободное время птиц, бабочек и растений Сибири.
Единственной возможностью ознакомления с манерой создания акварельных портретов для Н. А. Бестужева в Читинском остроге стали принадлежавшие заключённым несколько работ известного в те годы петербургского художника П. Ф. Соколова, в том числе, заказанные М. Н. Волконской перед отъездом в Сибирь портрет её отца Н. Н. Раевского и её собственный портрет с десятимесячным сыном Николаем на руках. Они и стали образцами, по которым Бестужев стал учиться технике акварели.
Одной из его первых работ акварелью стал скопированный по просьбе Волконской портрет Раевского. И. С. Зильберштейн писал об этом рисунке, что «копиисту удалось добиться только некоторого сходства. Во всех других отношениях копия упрощена и обеднена».
Освоившись с началами акварельной живописи, Бестужев мог приступить к написанию портретов своих товарищей.

## Первые портреты
Н. А. Бестужев был этапирован в Читинский острог в середине декабря 1827 г., а в первых числах апреля 1828 года декабристы, осуждённые по VII разряду и приговоренные к одному году каторжных работ с последующей отправкой на пожизненное поселение в Сибирь, должны были покинуть Читинский острог. Времени, чтобы запечатлеть облик будущих поселенцев, было мало, но в конце марта Бестужев закончил работу над первыми портретами И. Б. Аврамова, А. Ф. Бриггена, П. Ф. Выгодовского, А. В. Ентальцева, Н. А. Загорецкого, С. И. Кривцова, Н. Ф. Лисовского, В. Н. Лихарева, В. К. Тизенгаузена, А. И. Черкасова.
В это же время он написал и отправил сосланному в Якутск брату А. А. Бестужеву написанный по памяти его портрет, а также свой автопортрет и портрет М. А. Бестужева. К этому же периоду относятся портреты И. А. Анненкова, А. З. Муравьева и П. И. Фаленберга.
М. А. Бестужев написал, что акварели были нарисованы «с изумительным сходством, несмотря на то, что некоторые из портретов, за спешностью отправления оригиналов на поселение, были сняты в несколько часов», и назвал причины некоторого несовершенства первых работ брата: «Во-первых, недостаток помещения и освещения, во-вторых, недостаток материалов, и в-третьих, недостаток в опытности акварельной живописи».

## В Петровском заводе
Основная работа по созданию портретной галереи декабристов была проделана Н. А. Бестужевым в стенах Петровского завода, куда в сентябре 1830 г. перевели из Читы 71 узника. Портреты Бестужев писал в двух экземплярах — подлинники он оставлял себе, а авторские копии отдавал декабристам. Некоторые из них просили художника сделать дополнительные копии, чтобы отправить их родственникам или друзьям. Почти на каждом подлиннике, по желанию художника, был поставлен автограф изображённого узника. На многих акварелях художник ставил свою монограмму — «НБ» или «NB».Число созданных портретов росло по мере отправления заключенных из тюрьмы на поселение. О работе портретиста в своих мемуарах написали: Н. И. Лорер — «В свободное время он снял все наши портреты», А. Е. Розен — «Н. А. Бестужев акварелью со всех нас снял портреты», А. Ф. Фролов — «Н. А. Бестужев снял почти со всех портреты» и другие.
Регулярные занятия живописью способствовали совершенствованию техники и формированию собственного почерка рисунков Бестужева. Портреты 15 декабристов (братьев Беляевых, А. И. Одоевского и других), созданные в декабре 1832 — январе 1833 гг., выполнены в более уверенной манере с использованием лёгких прозрачных мазков и живописных нюансов от просвечивающего фона бумаги.
Весной 1833 г. в Петровском заводе появился авантюрист и доносчик Роман Медокс, который пытался, войдя в доверие к декабристам, доказать существование среди них нового заговора. К доказательствам их предосудительной деятельности относилась и запись от 14 марта 1833 г. в дневнике-доносе о виденном собрании «портретов всех освобождённых из Петровского завода государственных преступников». Доказательства Медокса были оставлены без внимания в III отделении и Бестужев продолжал свою миссию. Об интенсивности его работы свидетельствовали частые просьбы присылать бумагу, кисти, палитры и другие принадлежности для рисования, содержавшиеся в письмах сестре Елене и брату Павлу.
Возросшее мастерство художника позволяло акцентировать внимание на индивидуальных характеристиках портрета, не прибегая, как в первых его работах к введению в рисунок внешних условных деталей (И. А. Анненков и А. З. Муравьев в 1828 г. для усиления впечатления были написаны на фоне стилизованных тюремных стен и решёток). В последние тюремные годы (1837—1839) художник, овладевший всеми техническими приёмами акварельного рисунка, написал ряд мастерских портретов, отличавшихся чёткой индивидуальностью образов и психологических и нравственных черт его друзей (И. И. Горбачевского, А. З. Муравьёва, И. И. Пущина и других).
Бестужев отказался от, чуждых и условиям тюремной жизни, и самому мировоззрению декабристов, светской парадности и приукрашенности, которые были свойственны акварелям его заочного учителя П. Ф. Соколова. Он стремился сочетать простоту с психологической глубиной своих знаний о человеке, художественный образ которого он хотел сохранить для потомков.
Кроме портретов декабристов, Бестужев много раз писал их жен и детей, зарисовал интерьеры тюремных камер, бытовые сцены и пейзажи окрестностей, как Читинского острога, так и Петровского завода. Написал он и несколько портретов тюремщика декабристов — коменданта Нерчинских рудников С. Р. Лепарского.

## Авторское собрание
Н. А. Бестужев, несмотря на царский запрет «поселенцам из государственных и политических преступников …снимать с себя портреты», написал и сделал всё, чтобы сохранить портреты своих товарищей по каторге. М. Н. Волконская писала, что «Н. Бестужев собрал галерею портретов своих товарищей». Из сделанных за годы заключения вариантов акварелей в собственное собрание Бестужев включал, как правило, лишь портреты, нарисованные накануне отправки декабристов из тюрьмы на поселение. Иногда он не успевал сделать копии и дарил уезжавшим на поселение подлинники их портретов.
Перед своей отправкой в 1839 г. на поселение в г. Селенгинск, художник сделал резервные карандашные копии всех акварельных портретов своего собрания и, чтобы не рисковать ими при переездах по Сибири, оставил на хранение И. И. Горбачевскому, выбравшему для поселения Петровский завод.
 
После смерти в 1855 г. Н. А. Бестужева, его сестры перевезли портреты из Сибири в Москву и через несколько лет из-за материальных затруднений продали собрание известному предпринимателю, издателю и галеристу К. Т. Солдатёнкову. Новый собственник не опубликовал ни сами портреты, ни, даже, описание собрания. После его смерти в 1901 г., сведения о сохранности и местонахождении портретов декабристов многие годы оставались неизвестными.
Хранитель авторских карандашных копий И. И. Горбачевский умер в Петровском заводе в 1869 г. и коллекция досталась его знакомому местному жителю Б. В. Белозерову, который подарил её жившему в Кяхте купцу А. М. Лушникову, с семьёй которого были близки братья Бестужевы. В середине 1870-х гг. её привезли в Москву, чтобы сделать несколько копий для заинтересованных в сохранении памяти о декабристах. Идея осталась нереализованной, но портреты, по заказу Н. М. Зензинова, были перерисованы художником Л. Питчем. В 1884 г. Лушников по просьбе редакции журнала «Русская старина» согласился отправить собрание рисунков в Петербург, но по дороге из Сибири они пропали.
На поселении Н. А. Бестужев не отказывал друзьям в просьбах сделать дополнительные карандашные копии портретов из его собрания для отправки их родственникам и знакомым. М. Ю. Барановская в своей книге перечислила более 30 таких авторских карандашных перерисовок 1840-х годов, приобретённых И. И. Пущиным для своей коллекции и хранящихся с 1948 г. в Государственном историческом музее. Один из сделанных Н. А. Бестужевым в 1836 году портретов Н. М. Муравьёва приобретён в 2002 году Иркутским музеем декабристов.

## Иконография декабристов
Первые упоминания о портретной галерее относятся к 1860-м гг., когда, после амнистии декабристов, начали появляться публикации биографических материалов о них, а затем и воспоминания ссыльных участников событий. Но публикации стали возможными значительно позже.

### Первые публикации
Впервые, только в 1903 г подборка 24 изображений декабристов была включена историком Н. К. Шильдером в его 1-й том жизнеописания Николая I. На страницах издания предстали (в порядке размещения в тексте): Рылеев, Трубецкой, Оболенский, Якубович, Панов, В. К. Кюхельбекер, С. И. Муравьев-Апостол (дважды, так как второй портрет ошибочно приписан М. И. Муравьеву-Апостолу), Каховский, М. А. Бестужев, А. А. Бестужев, Н. М. Муравьев, А. З. Муравьев, Волконский, Одоевский, Глинка, Пестель, Свистунов, Сутгоф, Басаргин, Бриген, Горбачевский, Батенков. 18 иллюстраций были изготовлены с портретов, принадлежавших писателю и журналисту В. Р. Зотову.
В 1906 г. М. М. Зензинов издал краткие биографии 86 декабристов, сопроводив их иллюстрациями на основе перерисовок, сделанных Л. Питчем с авторских рисунков Н. А. Бестужева, и портретов из собраний М. И. Муравьева-Апостола, Е. В. Якушкина и князя С. И. Шаховского. Современники считали, что Л. Питч приукрасил портреты декабристов, а оригинальные рисунки «проще, но ближе к природе».

### Находки, исследования и публикации И. С. Зильберштейна
Только в 1944 г. после долгих поисков И. С. Зильберштейн нашёл и приобрёл акварели «основного собрания» Бестужева из коллекции Солдатенкова, после смерти которого в 1901 г. они много лет хранились у его ближайшего сотрудника. В собрании оказалось 76 рисунков, в том числе, 68 портретов декабристов. Находка легла в основу проведенных искусствоведами исследований по выявлению и атрибуции в различных музеях и архивах художественного наследия декабриста-художника. В результате установлены около 150 портретов принадлежащих кисти Н. А. Бестужева и среди них — 128 рисунков с изображениями узников Читинского острога и Петровского завода.
Выявлено, что кисти художника принадлежали портреты декабристов: И. Б. Аврамова (1828), П. Б. Аврамова (1833), И. А. Анненкова (1828, 1836), А. П. Арбузова (1830-е), А. П. Барятинского (1839, по памяти), Н. В. Басаргина (1836), А. П. Беляева (декабрь 1832 — январь 1833), П. П. Беляева (декабрь 1832 — январь 1833), А. А. Бестужева (1828, по памяти), М. А. Бестужева (1837—1839), Н. А. Бестужева (1837—1839, автопортрет), В. А. Бечаснова (1839), П. И. Борисова (1839), А. Ф. Бриггена (1828), А. А. Быстрицкого (1837), Ф. Ф. Вадковского (1839), А. И. Вегелина (декабрь 1832 — январь 1833), С. Г. Волконского (1828—1830, 1835, 1837), Ф. Б. Вольфа (1842, масло), П. Ф. Выгодовского (1828), М. Н. Глебова (1832), И. И. Горбачевского (1837), П. Ф. Громницкого (1836), В. Л. Давыдова (1839), А. В. Ентальцева (1828), Д. И. Завалишина (1835, 1839), Н. А. Загорецкого (1828), И. И. Иванова (1833), В. П. Ивашева (конец 1820-х, 1834), К. Г. Ингельстрома (декабрь 1832 — январь 1833), И. В. Киреева (1836), С. И. Кривцова (1828), А. А. Крюкова (1836), Н. А. Крюкова (1836), М. К. Кюхельбекера (1831), Н. Ф. Лисовского (1828), В. Н. Лихарева (1828), Н. И. Лорера (декабрь 1832 — январь 1833), М. С. Лунина (1836), Ю. К. Люблинского (1828), М. Ф. Митькова (1836), А. Е. Мозалевского (1837), П. Д. Мозгана (декабрь 1832 — январь 1833), А. М. Муравьева (декабрь 1832 — январь 1833), А. З. Муравьева (1828, 1838), Н. М. Муравьева (1833—1834, 1836), П. А. Муханова (декабрь 1832 — январь 1833), М. М. Нарышкина (декабрь 1832 — январь 1833), А. И. Одоевского (1833), Н. А. Панова (1839), И. С. Повало-Швейковского (1839), Ф. В. Поджио (1832—1833, 1837), И. И. Пущина (1828—1830, 1837), Н. П. Репина (1831), А. Е. Розена (1832), М. И. Рукевича (декабрь 1832 — январь 1833), К. Ф. Рылеев (1830-е, карандаш, по памяти), П. Н. Свистунова (1836), В. Н. Соловьева (1839), А. Н. Сутгофа (1839), В. К. Тизенгаузена (1828), С. П. Трубецкого (1828—1830, 1834—1835, 1839), А. И. Тютчева (1836), П. И. Фаленберга (1828), М. А. Фонвизина (1834), А. Ф. Фролова (1836), А. И. Черкасова (1828), Д. А. Щепина-Ростовского (1839), И. Ф. Шимкова (конец 1820-х), А. П. Юшневского (1839), А. И. Якубовича (1831, 1839), И. Д. Якушкин (1835).
Оставил Н. А. Бестужев и портреты отбывавших наказание вместе с декабристами участников тайного общества Оренбургского полка В. П. Колесникова (1832—1833) и Д. П. Таптыкова (1831).
Оценивая историческое значение портретной галереи, уникальной по объёму работы, выполненной одним художником и беспрецедентной по условиям, в которых он её осуществил, И. С. Зильберштейн особо отмечал тот факт, что для большинства из декабристов не сохранились другие изображения, кроме акварелей Бестужева. Остались неизвестными изображения ссыльных декабристов М. М. Спиридова, К. П. Торсона и некоторых других. Написанные Бестужевым портреты А. П. Арбузова и И. Д. Якушкина известны только по их фотографиям второй половины XIX века.
В 1950 г. в журнале «Огонёк» Зильберштейн впервые опубликовал цветные изображения декабристов, сделанные Н. А. Бестужевым. Это были портреты П. Ф. Выгодовского (1828), Ю. К. Люблинского (1829), А. И. Якубовича (1831), И. И. Пущина (1837), Н. М. Муравьёва (1836), М. А. Фонвизина (1832), А. И. Одоевского (1832), М. С. Лунина (1837), С. Г. Волконского (1837), А. П. Юшневского (1839), П. И. Борисова (1839) и автопортрет Н. А. Бестужева за работой над портретом брата Михаила (1838).
В 1956 г. исследование И. С. Зильберштейна о создании портретной галереи декабристов было опубликовано специальном выпуске академического издания «Литературное наследство». В издание вошли 115 портретов узников Читинского острога и Петровского завода и их жён.
В 1961 г. на Центральной студии научно-популярных фильмов по сценарию вышел документальный фильм о портретной галерее декабристов «Во глубине сибирских руд».
В 1977 г. второе расширенное издание книги И. С. Зильберштейна под названием «Художник-декабрист Николай Бестужев» вышло в издательстве «Изобразительное искусство». В издание были включены 250 иллюстраций, в том числе, 62 цветных. В 1979 г. автору за эту книгу была вручена Государственная премия СССР.
В 1988 г. вышло дополненное и уточнённое третье издание книги, включившее в себя большее число цветных иллюстраций.
В 1985 г. И. С. Зильберштейн передал свою коллекцию произведений русского и западноевропейского изобразительного искусства, включая найденное им бестужевское «основное собрание» портретной галереи декабристов, государству.